# Wiktor Dubrowskyj
Wiktor Hryhorowytsch Dubrowskyj (ukrainisch Віктор Григорович Дубровський; * 8. Juni 1876 in Fastiw; † nach 1943 im Gulag) war ein ukrainischer Lexikograf, Lexikologe und Übersetzer. Seine Pseudonyme und Kryptonyme waren  D-i, Balamut Yurko, Rudyk Khoma, Yurko, [orig. Д-ий, Баламут Юрко, Рудик Хома, Юрко], Roman.

## Leben und Wirken
Wiktor Dubrowskyj machte seinen Abschluss an der Kiewer Kaiserlichen Universität St. Wolodymyr (heute Taras-Schewtschenko-Universität Kiew). Ab 1918 arbeitete er im Eisenbahnministerium der Ukrainischen Volksrepublik.
In den 1920er Jahren war Dubrowskyj Redakteur des Instituts für die ukrainische Wissenschaftssprache und Forscher an der Ukrainischen Akademie der Wissenschaften. Im Jahr 1930 wurde er im Zusammenhang mit der Union zur Befreiung der Ukraine (SVU) verhaftet und 1932 nach Alma-Ata verbannt. Am 1. Dezember 1937 wurde er dort zum zweiten Mal verhaftet, zu 10 Jahren Gefängnis verurteilt und in die nördlichen Regionen der UdSSR verbannt.
Dubrowskyj war mit der Schriftstellerin und Kunstkritikerin Nina Trykulewska-Dubrowska verheiratet.

## Werke (Auswahl)
- Українсько-російський словник // Ukrainisch-Russisch Wörterbuch, Tschas, Kyjiw 1909[6]
- Московсько-українська фразеологія // Moskauer-ukrainische Phraseologie, Kyjiw 1917[7]
- Словник московсько-український // Moskauer-ukrainisches Wörterbuch, Ridna mowa, Kyjiw 1918[8][9]